# 1848 na ciência

## Eventos
- Lord Kelvin estabelece o conceito do zero absoluto, a temperatura na qual todo o movimento molecular cessa.[1]

## Nascimentos
| Data         | Nome                        | Profissão                                  | Nacionalidade                         | Observações                                           | Ref               |
| ------------ | --------------------------- | ------------------------------------------ | ------------------------------------- | ----------------------------------------------------- | ----------------- |
| 1 de janeiro | John Horne                  | geólogo                                    | Reino Unido da Grã-Bretanha e Irlanda | m. 1928 Medalha Murchison 1899 Medalha Wollaston 1921 | [ 2 ] [ 3 ] [ 4 ] |
| 23 de maio   | Otto Lilienthal             | engenheiro pioneiro da história da aviação | Reino da Prússia                      | m. 1896                                               | [ 5 ]             |
| 20 de agosto | Horace Bolingbroke Woodward | geólogo                                    | Reino Unido da Grã-Bretanha e Irlanda | m. 1914 Medalha Murchison 1897 Medalha Wollaston 1909 | [ 6 ] [ 4 ] [ 3 ] |

## Prémios
Medalha Copley
- John Couch Adams[7]

## Mortes
| Data | Nome | Profissão | Nacionalidade | Observações | Ref |
| ---- | ---- | --------- | ------------- | ----------- | --- |